# 신공표

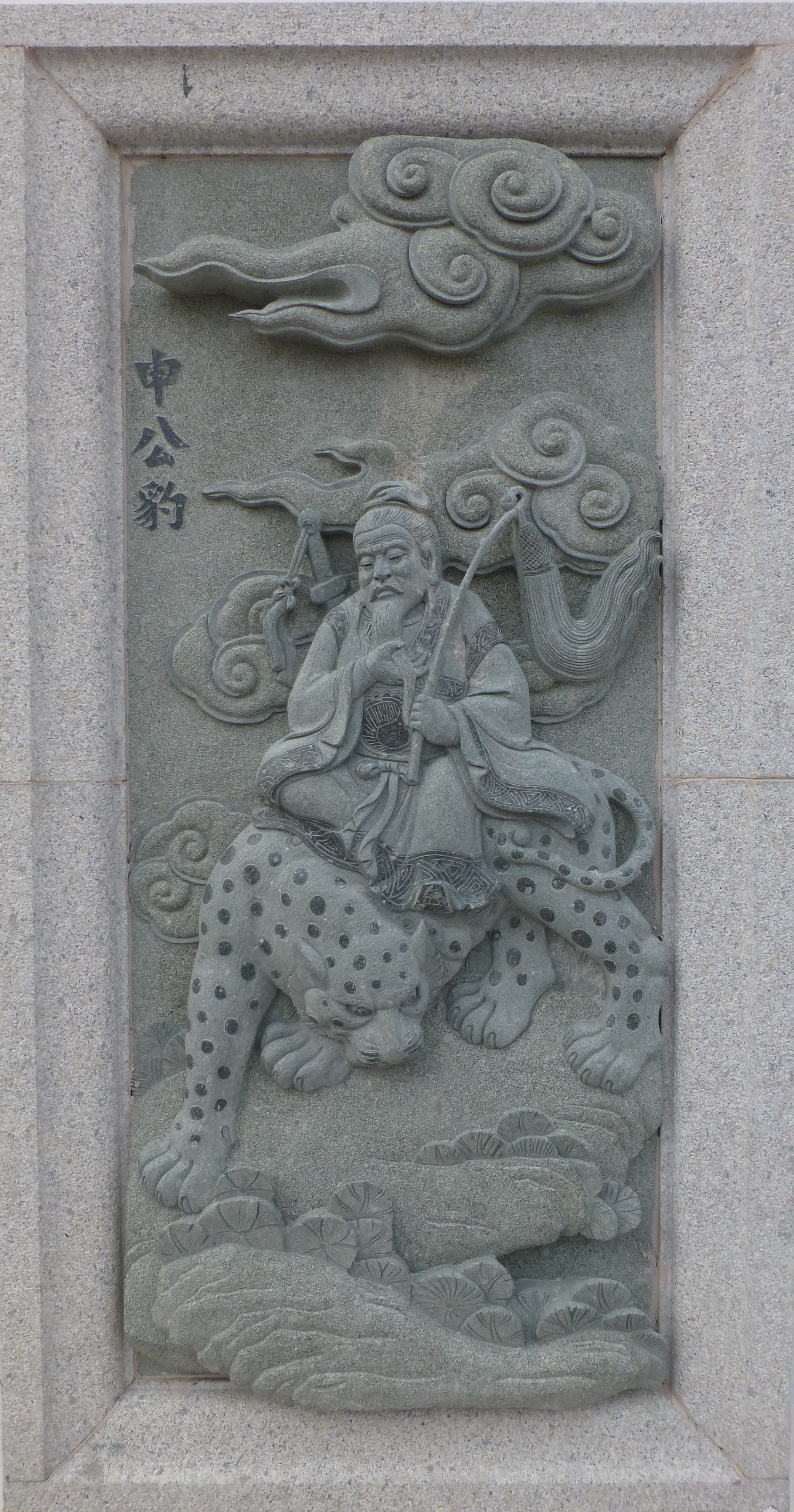

신공표(申公豹)는 《봉신연의》(封神演義)에서 나오는 가공 인물로, 원시천존(元始天尊)의 제자 중 한 명이자 강자아(姜子牙)의 사제이다.

## 생애
중국의 전설상에 등장하는 인물인 허유(許由)가 원형이며, 삼황오제(三皇五帝) 시대 임금의 자리를 거부한 현인이다. 천교(闡敎)의 대장로인 태상노군(太上老君)의 비호를 받으며, 도제 제도를 따르지 않는 선계의 이단아이다. 강자아(姜子牙)가 원시천존(元始天尊)에게 명받은 봉신(封神) 계획의 부조리를 깨닫고는 강자아를 설득해 봉신 계획을 막으려했으나 실패했고, 이에 용수호(龍鬚虎), 일성구군(一聖九君), 삼선고(三仙姑), 토행손(土行孫), 여악(呂岳), 나선(羅宣), 유환(劉環), 은홍(殷洪), 은교(殷郊), 마원(馬元) 등을 차례로 설득해 상나라의 군사를 도와 서기(西岐)의 군사들 및 이들 뒤에서 지원해주는 천교 출신의 선인들과 싸우게 했다.
봉신이 끝난 이후 북극(北極)으로 이동해 그곳에서 머물게 되었다. 원래는 봉신계획에 따라 신공표의 목숨을 거두어들인 뒤 뒷정리와 해체 작업을 담당하는 빙쇄와해신(氷鎖瓦解神)에 임명할 예정이었으나, 현도대법사(玄都大法師)의 제지로 이루어지지 않아 대신 주왕(紂王)이 총애하는 신하인 비렴(飛廉)과 악래(惡來)를 대신 임명했다.